# The Young Fresh Fellows
The Young Fresh Fellows sono un gruppo alternative rock statunitense formatosi nel 1981 originario di Seattle.
Tra gli artisti più ispirati della loro generazione nei loro lavori hanno rielaborato in chiave ironica e accattivante la tradizione del rock americano. Il loro maggior successo, soprattutto tra le college radio, fu il brano funky Amy Grant, dedicato alla cantante christian rock Amy Grant, tratto dal loro terzo album, considerato il loro più immediato, The Men Who Loved Music uscito nel 1987.

## Storia
Al duo iniziale, Scott McCaughey e Chuck Carroll, si aggiunse nel 1983 Tad Hutchison, primo cugino di Chuck Carroll. I tre pubblicarono l'album d'esordio The Fabulous Sounds of the Pacific Northwest nel 1984, dopodiché entrò Jim Sangster al basso e McCaughey si spostò alla chitarra.
Nel 1988 a Carroll subentrò Kurt Bloch dei Fastbacks. L'attività del gruppo proseguì fino al 1996, anno in cui McCaughey si dedicò a pieno al progetto musicale dei Minus 5 che aveva fondato tre anni prima con Peter Buck dei REM.  Il gruppo si riunì brevemente nel 2001 per uno doppio album in split con i Minus 5 e poi stabilmente nel 2009.
Nel 2004 è stato dedicato loro un album tributo This One's for the Fellows a cui hanno partecipato tra gli altri: The Presidents of the United States of America, Stephen Malkmus, Robyn Hitchcock e lo stesso Scott McCaughey.

## Discografia

### Album
- The Fabulous Sounds of the Pacific Northwest (CD/LP) - PopLlama - 1984
- Topsy Turvy (CD/LP) - PopLlama - 1985
- The Men Who Loved Music (CD/LP) - Frontier Records - 1987
- Totally Lost (CD/LP) - Frontier Records - 1988
- Beans and Tolerance (LP) - Self-released - 1989
- This One's For the Ladies (CD/LP) - Frontier Records - 1989
- Electric Bird Digest (CD/LP) - Frontier Records - 1991
- Somos Los Mejores (CD/LP) - Munster Records -1991
- It's Low Beat Time (CD/LP) - Frontier/Munster - 1992
- Japan Tour 1993 - PopLlama
- Take It Like a Matador: Live in Spain (CD) - Record Runner - 1993
- Temptation on a Saturday (CD/LP) - PopLlama/Munster - 1995
- A Tribute to Music (CD/LP) - Rock & Roll Inc. - 1997
- Because We Hate You (CD) - Mammoth Records - 2001 (doppio CD split con The Minus 5)
- I Think This Is (CD) - Yep Roc Records - 2009
- I Don't Think This Is (CD/LP) - Munster Records / Rock&Roll Inc. - 2009 (riedizione ampliata del precedente album)
- Tiempo de Lujo (CD/LP) - Yep Roc - 2012

## Album tributo
- This One's for the Fellows (CD) - BlueDisguise Records - 2004